# Juan Focas
Juan Focas fue un peregrino bizantino del siglo XII a Tierra Santa. Escribió un relato de sus viajes, la llamada Écfrasis (o Descripción Concisa) de los Lugares Santos, "el más elegante de los relatos de peregrinación palestinos". Recientemente ha surgido la duda de si Focas fue de hecho el autor de la Ekphrasis, que ha sido reatribuida en su lugar a Juan Ducas.
Hay poca información biográfica sobre los Focas. Un manuscrito de la Écfrasis contiene una nota que dice que era un sacerdote y que su padre, un tal Mateo, se hizo monje en Patmos. De acuerdo con esta nota marginal, su viaje a Tierra Santa tuvo lugar en 1177 o 1195. Se sabe que acompañó al emperador Manuel I (reinó entre 1143 y 1180) en una expedición al mar frente a Attaleia (ahora Antalya). Puede que sea la misma persona que los Focas que, según los Annales Herbipolenses, fueron enviados por Manuel en 1147 para guiar al ejército cruzado del rey Conrado III de Alemania desde Nicea a Iconio.
La Écfrasis de Focas es concisa y precisa. Tenía una actitud bastante positiva hacia los cruzados. En algunos casos, proporciona información única. Describe a una secta sarracena fanática llamada los Chasisioi (quizás los Asesinos). Llama al río Jordán "el más sagrado de los ríos" y nombra tres monasterios en las cercanías del lugar del bautismo de Jesús dedicado a Nuestra Señora de Kalamon, Juan Crisóstomo y Juan el Bautista. Este último fue reconstruido, dice, por Manuel I. También informa que Caná no era más que un kastellion (un pequeño asentamiento fortificado), que había dos monasterios (uno griego y otro latino) en la cima del Monte Tabor, y que el sitio de la antigua Jericó estaba cubierto de jardines y viñedos.
Además de la Biblia, Focas también cita a autores tan antiguos como Flavio Josefo y Aquiles Tacio. La Écfrasis puede haber sido escrita en contra del relato de la peregrinación de Constantino Manasés, quien regresó de Tierra Santa desilusionado y preguntándose por qué Cristo vivió allí. En la Écfrasis, la belleza de los lugares se destaca repetidamente.